# Cizara
Cizara là một chi bướm đêm thuộc họ Sphingidae.

## Các loài
- Cizara ardeniae - (Lewin, 1805)
- Cizara sculpta - (Felder, 1874)